# Birotonda pentagonale giroelongata
In geometria solida, la birotonda pentagonale giroelongata è un poliedro con 52 facce che può essere costruito, come intuibile dal suo nome, allungando una birotonda pentagonale, sia essa un'ortobirotonda pentagonale o una girobirotonda pentagonale, meglio nota come icosidodecaedro, inserendo un'antiprisma decagonale tra la due rotonde pentagonali che la compongono.

## Caratteristiche
Se tutte le sue facce sono poligoni regolari una birotonda pentagonale giroelongata è uno dei 92 solidi di Johnson, in particolare quello indicato come J48, ossia un poliedro strettamente convesso avente come facce dei poligoni regolari ma comunque non appartenente alla famiglia dei poliedri uniformi.
Tale birotonda è uno dei cinque solidi di Johnson chirali, vale a dire che di essa esiste sia una versione sinistrorsa, sia una versione destrorsa. In una delle versioni, ogni faccia pentagonale della metà inferiore del poliedro è connessa a una delle facce pentagonali nella parte superiore a destra di essa attraverso due triangoli, nella versione con chiralità opposta, invece, ogni faccia pentagonale della metà inferiore è connessa, sempre attraverso due triangoli, a una faccia pentagonale posta nella metà superiore a sinistra di essa. Le due forme chirali non sono considerate due solidi di Johnson diversi.
Per quanto riguarda i 40 vertici di questo poliedro, su 20 di essi incidono due facce pentagonali e due triangolari, mentre sugli altri 20 incidono una faccia pentagonale e quattro triangolari.

## Formule
Considerando una birotonda pentagonale giroelongata avente come facce dei poligoni regolari aventi lato di lunghezza {\displaystyle a}, le formule per il calcolo del volume {\displaystyle V} e della superficie {\displaystyle A} risultano essere:
{\displaystyle V={\frac {a^{3}}{6}}\left(45+17{\sqrt {5}}+5{\sqrt {2\left({\sqrt {650+290{\sqrt {5}}}}-{\sqrt {5}}-1\right)}}\right)\approx 20,5848138\ldots a^{3};}
{\displaystyle A=\left(10{\sqrt {3}}+3{\sqrt {25+10{\sqrt {5}}}}\right)a^{2}\approx 37,9662369\ldots a^{2}.}